# Dragvik
Dragvik est une localité du comté de Nordland, en Norvège.

## Géographie
Administrativement, Dragvik fait partie de la kommune d'Evenes.